# قرية الزعرورة
قرية الزعرورة (بالفرنسية:Zaaroura) قرية تقع جنوب شرق قسنطينة، بالجزائر، وعلى مسافة 24.10 كيلو متر طريق بلدية ابن باديس. يحدها من الشمال  من شرق عين اعبيد من الجنوب بونوارة ومن الغرب بلدية الخروب.